# Bùi Văn Quang
Bùi Văn Quang (sinh năm 1967) là chính trị gia người Việt Nam. Ông hiện giữ chức vụ Phó Bí thư Tỉnh ủy, Chủ tịch Ủy ban nhân dân tỉnh Phú Thọ.

## Xuất thân và giáo dục
Bùi Văn Quang sinh ngày 5 tháng 6 năm 1967, quê quán tại xã Tam Sơn, huyện Cẩm Khê, tỉnh Phú Thọ.
Ông có bằng cử nhân kinh tế, và thạc sĩ quản trị kinh doanh.

## Sự nghiệp
Bùi Văn Quang là Đảng viên Đảng Cộng sản Việt Nam.
Ông gia nhập Đảng Cộng sản Việt Nam vào ngày 22 tháng 6 năm 1994, trở thành Đảng viên chính thức ngày 22 tháng 6 năm 1995. Ông có bằng cử nhân lí luận chính trị Đảng Cộng sản Việt Nam.
Bùi Văn Quang từng là Chánh văn phòng Tỉnh ủy Phú Thọ, Ủy viên Ban Thường vụ Tỉnh ủy Phú Thọ.
Năm 2013, 2014, ông là Tỉnh ủy viên Tỉnh ủy Phú Thọ, Bí thư Thị ủy thị xã Phú Thọ, Chủ tịch Hội đồng nhân dân thị xã Phú Thọ.
Chiều ngày 29 tháng 9 năm 2015, ông được bầu vào Ban Chấp hành Đảng bộ tỉnh Phú Thọ khóa 18 nhiệm kì 2015-2020. Ban Chấp hành có 55 người. Sau đó ông được bầu vào Ban thường vụ Tỉnh ủy (15 người), lúc này ông đang là Giám đốc Sở Kế hoạch và Đầu tư tỉnh Phú Thọ.
Ngày 3 tháng 11 năm 2015, Hội nghị bất thường của Hội đồng nhân dân tỉnh Phú Thọ khóa 17 đã bầu ông Bùi Văn Quang, Giám đốc Sở Kế hoạch và Đầu tư tỉnh Phú Thọ, giữ chức vụ Phó Chủ tịch Ủy ban nhân dân tỉnh Phú Thọ khóa 17 nhiệm kì 2011-2016.
Chiều ngày 14 tháng 6 năm 2016, tại Hội nghị về công tác can bộ của Ban chấp hành Đảng bộ tỉnh Phú Thọ khóa 18, Bùi Văn Quang, Phó Chủ tịch Ủy ban nhân dân tỉnh Phú Thọ, được 100% đại biểu có mặt bầu giữ chức vụ Phó Bí thư tỉnh ủy Phú Thọ.
Ngày 27 tháng 3 năm 2019, Hội đồng nhân dân khóa 18 tỉnh Phú Thọ đã họp bất thường bầu ông Bùi Văn Quang, Phó Bí thư Thường trực Tỉnh ủy Phú Thọ, giữ chức vụ Chủ tịch Ủy ban nhân dân tỉnh Phú Thọ khóa 18 nhiệm kì 2016-2021 thay ông Bùi Minh Châu (ông Châu được bầu làm Chủ tịch Hội đồng nhân dân tỉnh Phú Thọ khóa 18). Bùi Văn Quang được 100% phiếu ủng hộ (77/77 phiếu).